# Jina Khayyer
Jina Khayyer (* 1975) ist eine deutsche Schriftstellerin, Dichterin, Malerin und Journalistin. Sie lebt seit 2006 in Paris und in der Provence. Ihr Roman Im Herzen der Katze erschien 2025 im Suhrkamp Verlag. Der Roman wurde u. a. in der Süddeutschen Zeitung und im Deutschlandfunk besprochen und stand auf der Longlist des Deutschen Buchpreises 2025.

## Leben und Wirken
Khayyer studierte Malerei am Bauhaus in Dessau und anschließend an der Deutschen Journalistenschule in München. Seit 2006 lebt und arbeitet sie in Paris und in der Provence.
Als Journalistin berichtet Khayyer über Mode, Kunst und Gesellschaft und schrieb u. a. für Die Zeit. Im Zeit-Ressort Mode veröffentlichte sie 2012/2013 Berichte von den Pariser Schauen. Sie ist zudem Autorin bzw. Interviewerin für internationale Magazine wie The Gentlewoman, Fantastic Man und Apartamento. Ihre Gedichte und Zeichnungen wurden 2024 in der Kunsthalle Baden-Baden in der Gruppenausstellung Sea and Fog gezeigt.
Im Juli 2025 veröffentlichte Khayyer den autofiktionalen Roman Im Herzen der Katze, der entlang der Geschichten mehrerer Generationen von Frauen Fragen nach Exil, Erbe und Emanzipation verhandelt. Der Roman wurde prominent rezensiert, darunter in der Süddeutschen Zeitung durch Susan Vahabzadeh und im Deutschlandfunk durch Carsten Hueck. Zudem erschien von Khayyer im Juni 2025 ein Gastbeitrag in der Süddeutschen Zeitung über die Lage ihrer Familienangehörigen in Teheran. Im Herzen der Katze wurde in die Longlist des Deutschen Buchpreises 2025 aufgenommen.